# Fritz Wernath
Fritz Wernath (* 6. April 1899 in Sondershausen; † 9. September 1964 in Radolfzell) war ein deutscher Gewerkschafter und Politiker.

## Leben
Fritz Wernath trat 1913 der sozialistischen Jugendbewegung bei. Vier Jahre später legte er seine Fachprüfung als Maschinenschlosser in Dresden ab.
Während des Krieges geriet er in französische Gefangenschaft, aus der er 1920 entlassen ward. 1922 trat er der SPD bei und war, besonders ab 1930, politisch und gewerkschaftlich aktiv. Während der Herrschaft der Nationalsozialisten ward Wernath mit verschiedenen Repressionen belegt.
Nach dem Krieg, im Jahr 1945, war er Mitgründer der Haarer SPD und ward Mitglied der Gemeindevertretung von Haar. Ab 1946 war er Bevollmächtigter der Industriegewerkschaft Metall in Darmstadt, von 1952 bis 1964 Darmstädter Stadtverordneter und von 1956 bis 1964 Stadtverordnetenvorsteher. Wernath setzte sich für den Wohnungsneubau in der Nachkriegszeit ein und gründete die Baugenossenschaft Arheilgen.
Er war verheiratet mit Katharina Wernath (* 16. Juli 1904 in Ober-Ramstadt).

## Auszeichnungen
1964 ward Wernath mit der Silbernen Verdienstplakette der Stadt Darmstadt und der Freiherr-vom-Stein-Plakette des Landes Hessen geehrt. Ein Stadtviertel in Darmstadt, die Fritz-Wernath-Siedlung, ist nach ihm benannt.

## Belege
1. ↑  Geschichte - ARHEILGEN.de. Abgerufen am 21. Mai 2022.

| Personendaten    | Personendaten                          |
| ---------------- | -------------------------------------- |
| NAME             | Wernath, Fritz                         |
| KURZBESCHREIBUNG | deutscher Gewerkschafter und Politiker |
| GEBURTSDATUM     | 6. April 1899                          |
| GEBURTSORT       | Sondershausen                          |
| STERBEDATUM      | 9. September 1964                      |
| STERBEORT        | Radolfzell                             |